# 菲尔费尔德
菲尔费尔德是德国莱茵兰-普法尔茨州的一个市镇。总面积12.48平方公里，总人口1521人，其中男性727人，女性794人（2011年12月31日），人口密度122人/平方公里。